# المكتبة الوطنية الأرجنتينية
المكتبة الوطنية الأرجنتينية (بالإسبانية: Biblioteca Nacional de la República Argentina)‏ هي أكبر مكتبة في الأرجنتين موجودة في بيونس آيرس وتأسست عام 1810.